# Kleinkastelle „Auf dem Pohl bei Kemel“
Die Kleinkastelle „Auf dem Pohl bei Kemel“ sind zwei ehemalige römische Garnisonsorte am Obergermanischen Limes, der seit 2005 den Status eines UNESCO-Weltkulturerbes besitzt. Die Reste der Militärlager befinden sich heute als Bodendenkmale am nördlichen Rande von Kemel, einem Ortsteil der Gemeinde Heidenrod im hessischen Rheingau-Taunus-Kreis.

## Lage und Forschungsgeschichte

Lageplan der beiden Kleinkastelle und des Numeruskastells

Bei Kemel ändert der Limes seinen Verlauf und schwenkt von der bisher verfolgten, tendenziell nach Südosten führenden Richtung in großem Radius nach Osten ein. Auf dem „Pohl bei Kemel“ erreicht er mit 537 Höhenmetern seinen höchsten Punkt im Abschnitt zwischen Bad Ems und der Aar. Dort ist eine hervorragende Rundumsicht gegeben, die vom „Grauen Kopf“ beim Kastell Holzhausen bis fast zum Kastell Zugmantel und weit in das Limesvorgelände hinein reicht. An dieser Stelle verläuft auch die Wasserscheide zwischen Aar und Wisper. Durch die exponierte topographische Lage ist dieser Platz aber auch recht rauen und kalten Winden ausgesetzt, was ein Grund dafür gewesen sein mag, dass das später angelegte Numeruskastell Kemel in einer geschützten, aber auch etwas tiefer gelegenen Mulde gut 200 m weiter südlich errichtet wurde.
Im heutigen siedlungsgeographischen Bild befinden sich die Bodendenkmale unter den landwirtschaftlich genutzten Flächen nördlich des Ortes Kemel, zwischen dem Ortsrand und der Bundesstraße 260.
Die Kastelle von Kemel wurden 1898 von Hans Lehner, dem regionalen Streckenkommissar der Reichs-Limeskommission (RLK), entdeckt und in zwei Grabungskampagnen (1898 und 1899) sowie einer kleineren Nachgrabung (1900) archäologisch ausgegraben. Die Leistung Lehners kann rückblickend kaum hoch genug eingeschätzt werden, da es mit den grabungstechnischen Methoden des ausgehenden 19. Jahrhunderts keineswegs selbstverständlich war, die im Wesentlichen nur aus Bodenverfärbungen bestehenden Spuren von Holz-Erde-Kastellen nachzuweisen und richtig zu interpretieren. Auch die Befunde im Bereich des weitgehend überbauten und tiefgründig gestörten Numeruskastells Kemel stellten für die Zeit eine grabungstechnische Herausforderung dar, die Lehner brillant löste.
Eine kleine Auswahl der Funde findet sich im Limesinformationszentrum des Rheingau-Taunus-Kreises am Hofgut Georgenthal.

## Befunde

Grundriss

Bei beiden Kleinkastellen handelt es sich um einfache Holz-Erde-Schanzen, die dem sich gut 200 m südlich befindenden, steinernen Numeruskastell Kemel zeitlich vorausgingen. Die Kastelle überlagern sich am Rand, wobei das größere, südlich gelegene Lager das kleinere, nördlich gelegene überschneidet.

### Ältere Schanze
Die ältere Schanze befand sich in einem Abstand von 15,5 m südlich des Limesgrabens (Grabensohle). Sie war ein annähernd quadratisches Erdwerk mit den Seitenlängen 39 m mal 39,5 m. Das Lager war von einem doppelten Spitzgraben mit stark abgerundeten Ecken umgeben. Die beiden Gräben grenzten hart aneinander und waren jeweils vier Meter breit. Spuren einer Palisade oder anders gearteten Einzäunung auf der Innenseite des Grabens wurden nicht festgestellt. Mit ihrem einzigen Tor war die Anlage nach Nordosten, zum Limes hin ausgerichtet. An dieser Stelle war der Doppelgraben auf einer Breite von 4,50 m (innerer Graben) bzw. 5,10 m (äußerer Graben) von einem Erddamm unterbrochen. Schwache Pfostenspuren in diesem Bereich wiesen auf die Konstruktion eines hölzernen Tores hin.
Annähernd im Zentrum der Anlage befand sich ein hölzernes, annähernd quadratisch angelegtes, aber leicht schiefwinkliges Bauwerk. Die Länge seiner Front betrug 14,80 m, die seiner Rückseite 14,50 m. Die linke Seite war 13,60 m, die rechte 14,25 m lang. Mit seiner Vorderfront öffnete sich das Gebäude nach Nordosten zum Lagertor hin. Um einen zentralen Innenhof gruppierten sich insgesamt sieben Räume. Je drei etwa 4 m mal 4 m große Räume befanden sich an den Seiten, ein größerer mit den Innenmaßen von 4,80 m mal 5,50 m befand sich mittig vor der Rückseite. Bei Letzterem dürfte es sich um die Stube des Kommandanten der kleinen Einheit gehandelt haben, einer Vexillatio, die etwa die Größe einer halben Zenturie besessen haben dürfte. Der Name der Truppe ist nicht überliefert.
Das Lager wies keinerlei Zerstörungsspuren auf, vielmehr sprach die Gleichmäßigkeit der Grabenverfüllung für eine planmäßige Räumung. Das Fundmaterial weist die Anlage dem letzten Viertel des ersten nachchristlichen Jahrhunderts zu. Sie wurde Mitte der ersten Hälfte des ersten Jahrhunderts durch die unmittelbar südlich angrenzende jüngere Schanze ersetzt, von deren Gräben sie im Bereich der Südecke überschnitten wird.

### Jüngere Schanze

Idealkonstruktion des Kasernenbaus der jüngeren Schanze

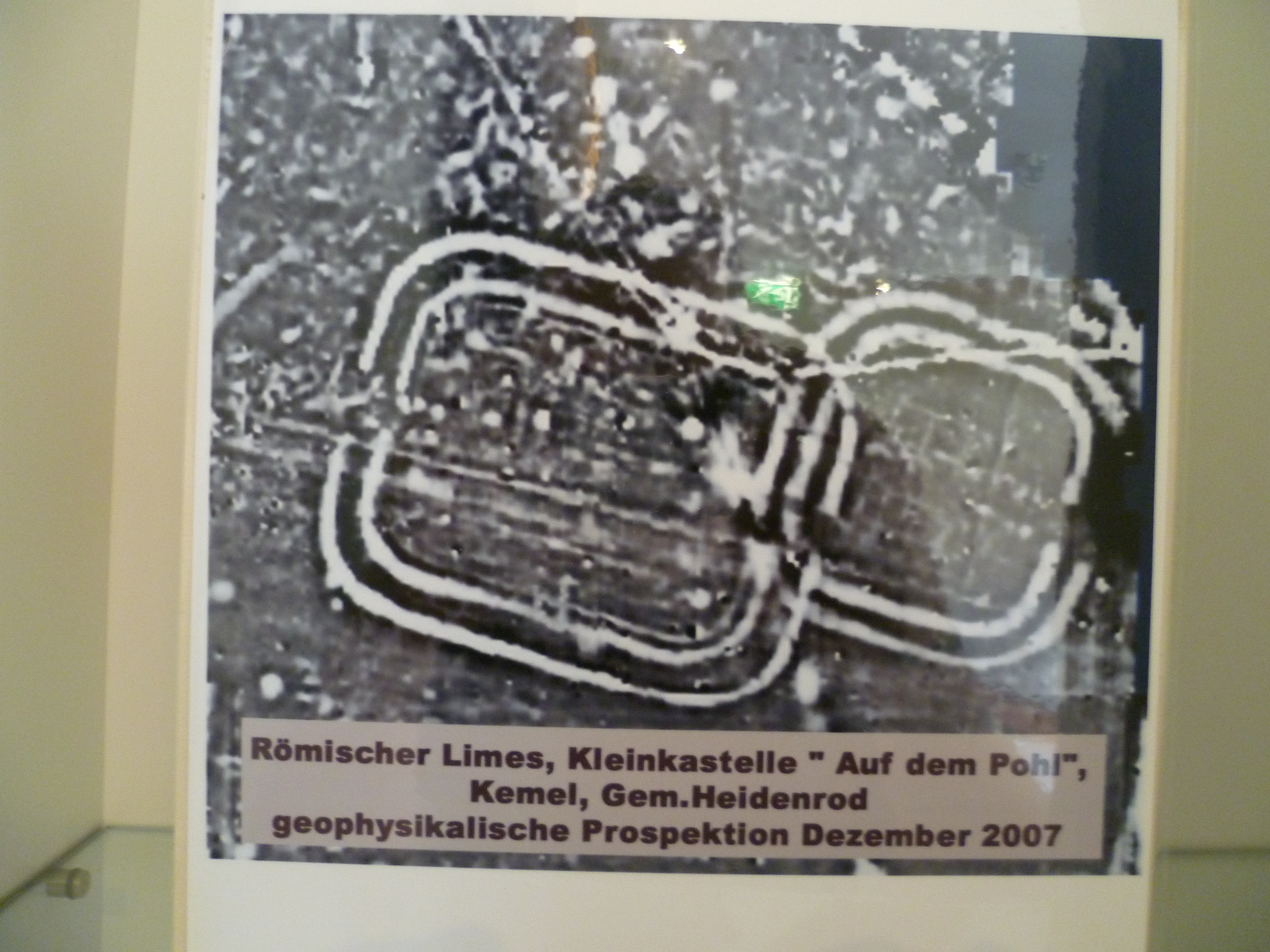
Geophysikalische Prospektion 2007

Die jüngere Schanze lag etwas weiter hinter dem Gipfel des „Pohls“, an dessen Südhang, etwa 46,50 m von der Sohle des Limesgrabens entfernt. Ihre Untersuchung konnte nicht in dem gleichen Umfang vorgenommen werden wie die der älteren Schanze, da zur Zeit der Ausgrabungen ein großer Teil der westlichen Kastellfläche landwirtschaftlich genutzt wurde. Das ebenfalls in Holz-Erde-Bauweise ausgeführte Befestigungswerk nahm eine rechteckige Fläche mit den Seitenverhältnissen von 56 m Länge auf 46 m Breite ein. Auch dieses Militärlager war von einem doppelten Spitzgraben umgeben, der infolge Oberflächenabtragung im Laufe der Jahrhunderte stellenweise nur noch sehr schwach festgestellt werden konnte. Die größte erhaltene Breite wurde mit 3,20 m, die größte Resttiefe mit 1,88 m gemessen. Auf der Innenseite des Grabens wurde eine Palisade anhand eines 50 m breiten und 50 cm bis 60 cm tiefen Palisadengrabens ermittelt. Mit ihrem einzigen Tor war die Anlage nach Nordosten, zum Limes hin ausgerichtet. An dieser Stelle war der Doppelgraben von einem Erddamm unterbrochen, dessen Breite aufgrund der Überschneidungen mit dem älteren Kastell sowie der Bodenerosionen nicht mehr genau bestimmt werden konnte. Mit Vorbehalt kann die Breite des Damms beim inneren Graben mit rund 5 m und beim äußeren mit etwa 8,50 m berechnet werden.
Wie bei der älteren Schanze wurde das Innere der jüngeren Schanze von einem Holzgebäude beherrscht, das jedoch wesentlich größer als das erste war. Auch hier öffnete sich das Gebäude nach Nordosten, zum Lagertor hin. Ein vermutlich teilüberdachter Innenhof wurde seitlich von zwei Raumfluchten aus jeweils sechs Räumen flankiert, die als Contubernia (Stubengemeinschaften) angesprochen werden müssen. Bis auf einen besaßen die Räume mit 5,20 m mal 4 m bis 4,50 m annähernd die gleiche Größe. Ein Raum wich mit nur 5,20 m mal 3,00 m von diesem Schema ab. Sein Boden war völlig mit Brandschutt bedeckt. Vor der Mitte der Gebäuderückseite befand sich ein wesentlich größerer Raum, der als Wohnung des Kommandanten angesprochen wurde. In Analogie zu vergleichbaren Unterkünften in anderen römischen Militärlagern kann von einer Truppe in Zenturienstärke ausgegangen werden. Der Name der Garnison ist nicht überliefert. Das Kastell entstand um die Mitte der ersten Hälfte des zweiten nachchristlichen Jahrhunderts und wurde nach der Mitte dieses Jahrhunderts durch das weiter zurück gelegene Numeruskastell ersetzt.
In der nordwestlichen und in der nordöstlichen Ecke des Lagers befand sich jeweils eine quadratische Regenwasserzisterne. Von diesen Zisternen kann jedoch nur die zweitgenannte der jüngeren Schanze zugeordnet werden, da die andere vom Wall der Lagerumwehrung überdeckt wurde und somit älter sein muss.

## Denkmalschutz
Die Kleinkastelle „Auf dem Pohl bei Kemel“ und die anschließenden Limesanlagen sind als Abschnitt des Obergermanisch-Rätischen Limes seit 2005 Teil des UNESCO-Welterbes. Außerdem sind sie Bodendenkmale im Sinne des Hessischen Denkmalschutzgesetzes. Nachforschungen und gezieltes Sammeln von Funden sind genehmigungspflichtig, Zufallsfunde an die Denkmalbehörden zu melden.

## Limesverlauf zwischen den Kastellen bei Kemel und dem Kleinkastell Adolfseck
Von Kemel aus, wo er in großem Radius von seiner bisherigen südöstlichen Verlaufsrichtung nach Osten einschwenkt, zieht der Limes zunächst in unregelmäßigem Verlauf zum Tal der Aar, das mit dem Kleinkastell Adolfseck gesichert war. Hierbei verläuft er ausschließlich durch bewaldete oder landwirtschaftlich genutzte Gebiete nördlich der Orte Heimbach und Lindschied.

| ORL      | Name/Ort                  | Beschreibung/Zustand |
| -------- | ------------------------- | --- |
| KK       | „Auf dem Pohl bei Kemel“  | siehe separaten Artikel Kleinkastelle „Auf dem Pohl bei Kemel“ |
| Wp 2/49  |                           | Vermutete Stelle eines Wachturms, der nach Auflassung der Kleinkastelle von Kemel möglicherweise deren Position einnahm. Die Stelle konnte bisher archäologisch nicht nachgewiesen werden. |
| Wp 2/50  | „Bei Kemel“               | Turmstelle |
| Wp 2/50a |                           | Aufgrund der durchschnittlichen Entfernungen zwischen Limeswachtürmen vermutete, aber bislang archäologisch nicht nachgewiesene Turmstelle. |
| Wp 2/51  | „Am Galgenkopf“           | Noch im 19. Jahrhundert war der Schutthügel des Turms am Nordhang des Galgenbergs sichtbar. Für die Reichs-Limeskommission legte Lehner das Steinturmfundament im Jahr 1898 frei, doch sind von dieser Untersuchung kaum Unterlagen bekannt geworden, da er die Arbeiten nur sehr flüchtig vornahm. 1952 wurde am Galgenkopf offensichtlich eine 119/138 in Rom geprägte Münze entdeckt. Die rund 13 Meter vom großen Limesgraben entfernt errichtete Wachturmstelle lag auf einer natürlichen Kuppe, die durch Taunusquarzit gebildet wird. Von 1965 bis 2002 wurde der Ort durch die militärische Nutzung von Flugabwehreinheiten stark beschädigt und im Zuge der ab Mai 2012 vorangetriebenen Errichtung eines Industriegeländes für die Solarstrom- und Windenergieerzeugung komplett beseitigt. Nur ein Turmmodell im Maßstab 1:10, das nach den Vorgaben des bei Idstein-Dasbach rekonstruierten Wachturms errichtet wurde, erinnert heute an das abgegangene Bauwerk. |
| Wp 2/52  | „Galgenhof“               | Als Schutthügel gut erkennbare Turmstelle eines Steinturms. |
| Wp 2/53  | „Auf dem Silberberg“      | Erkennbarer Schutthügel der Turmstelle eines Steinturms. |
| Wp 2/54  | „Nördlich von Lindschied“ | Durch die umherliegenden Steintrümmer lokalisierbarer Turmstelle eines Steinturms. |
| Wp 2/55  | „Am Seifenberg“           | Turmstelle eines Steinturms. |
|          | „Justinus-Felsen“         | Felsblock mit der antiken Inschrift IANVA RIVS IVSTINVS Vermutlich hat sich hier ein römischer Auxiliarsoldat (oder Legionär), der am Limes Wachdienst leistete oder in einem nahegelegenen Steinbruch arbeitete, mit einem Graffito verewigt. Der Stein befindet sich rund 200 m nördlich des Limes. |
| KK       | Kleinkastell Adolfseck    | siehe Hauptartikel Kleinkastell Adolfseck |